# Gallica
Gallica ist die digitale Bibliothek der Französischen Nationalbibliothek (Bibliothèque nationale de France), an der mehr als 400 Partner teilnehmen (Stand: Juni 2020). Heute bietet Gallica einen freien Zugang zu über 6 Millionen Dokumenten, Büchern, Ausgaben von Zeitungen und Zeitschriften, Bildern, Tondokumenten, Karten, Handschriften, Objekten, Noten und Videos.

## Geschichte
Ursprung in der EPBF (öffentliche Einrichtung der Bibliothek von Frankreich)
Die ersten Digitalisierungen stammen aus dem Jahr 1992 und waren ein Projekt der Etablissement Public de la Bibliothèque de France (EPBF), eine „Sammlung digitaler Standbilder“ zu schaffen. An der Durchführung des Projekts waren die Französische Nationalbibliothek sowie private Institutionen und Fotoagenturen beteiligt. Ursprünglich sollten 300.000 Standbilder digitalisiert werden, um eine Multimedia-Sammlung (einschließlich Audiodateien, Printmedien, Standbilder und bewegte Bilder) zu erstellen.
Im Jahr 1994 wurde der Zusammenschluss der Nationalbibliothek und der EPBF von dem französischen Präsidenten François Mitterrand beschlossen. Daher wurde die Digitalisierung der Sammlungen der neuen Nationalbibliothek von Frankreich bevorzugt. Bald machten sie die Hälfte ihres digitalen Erbes aus.
Start des Gallica-Projekts
Im Oktober 1997 begann das Gallica-Projekt. Das Ziel des Projekts ist es, „die digitale Bibliothek des aufrichtigen Menschen“ zu werden. Zunächst wurden Bilder und Texte des 19. Jahrhunderts im französischsprachigen Raum online gestellt, d. h. insgesamt 2500 Bücher im Bildmodus und 250 im Textmodus nach Themenbereichen sortiert.
Im Jahre 2000 wurde eine zweite Version von Gallica online gestellt.
Als Gegenoffensive zur Google-Books-Initiative trat im Januar 2005 der frühere Präsident der Französischen Nationalbibliothek Jean-Noël Jeanneney in seinem Aufsatz Quand Google défie l’Europe (in deutscher Übersetzung als Googles Herausforderung erschienen) für eine europäische und französische digitale Bibliothek ein.
In der Folge startete die Französische Nationalbibliothek eine „Massendigitalisierung“ ihrer Bestände und baute digitale Sammlungen auf (nationale Presse in 2005, Bücher und Zeitschriften in 2007). 100.000 Werke wurden pro Jahr digitalisiert und für viele wurde eine Volltexterkennung durchgeführt.
Im Jahre 2007 wurde Gallica2 online gestellt. Diese dritte Version war eine Synthese von Gallica und dem Europeana-Modell, welche die Oberflächenanpassungen entwickelte. Die vorhergehende Version blieb weiterhin zugänglich.
Seit 2012 bietet die Französische Nationalbibliothek die Gallica-App für mobile Geräte an.
Immer noch mit dem Ziel, auf Googles Initiative zu reagieren, arbeitete die Französische Nationalbibliothek zusammen mit der Direction du livre et de la lecture (Abteilung Buch- und Verlagswesen des Ministeriums für Kultur), Centre national du livre (Nationales Buchzentrum) und Syndicat national de l’édition (Verlegersverband) zusammen, um urheberrechtlich geschützte Dokumente in Gallica zu integrieren.
Gallica dient als Service-Provider für weitere französische digitale Bibliotheken, die durch das OAI-Protocol for Metadata Harvesting indiziert werden.
Im März 2012 führte die Französische Nationalbibliothek Gallica intra muros ein. Dieses erweiterte digitale Angebot, das ausschließlich vor Ort in der Forschungsbibliothek zur Verfügung steht, erlaubt urheberrechtlich geschützte Dokumente einzusehen.
Im Jahr 2015 wurde Gallica komplett überarbeitet und eine neue Version der Website gestartet.

## Inhalt
Aufgenommen werden urheberrechtsfreie Bücher (seit der Inkunabelzeit), Bilder und Tondateien. In Gallica sind (Stand Januar 2020) 6 573 228 digitalisierte Dokumente frei abrufbar, davon 702 538 Bücher, 3 591 983 Ausgaben von Zeitungen und Zeitschriften, 1 410 638 Bilder, 134 087 Handschriften, 173 039 Karten, 50 291 Noten, 51 150 Tondokumenten, 457 839 Objekte und 1663 Videos. Jeden Tag werden zusätzlich 1 500 Seiten digitalisiert.
Ursprünglich wurden die Bücher meist als digitale Faksimile angeboten und seitenweise als PDFs angezeigt. Heute werden die meisten digitalisierte Werke mit optischer Zeichenerkennung bearbeitet und ihr Inhalt ist durchsuchbar.
Lateinische Drucke in Gallica sind in der Analytic Bibliography of Online Neo-Latin Texts einzeln verzeichnet.
Bevor die Monumenta Germaniae Historica das Projekt DMGH starteten, bot Gallica als einzige Website die meisten älteren Bände dieser überwiegend lateinischen Quellensammlung digitalisiert an. Gallica enthält nicht nur eine riesige Fülle von Büchern zur französischen Geschichte, sondern auch Unmengen fremdsprachiger Literatur insbesondere in Englisch, Deutsch und Italienisch.
Die meisten Inhalte befinden sich im Deep Web, können also mit einer Google-Recherche nicht aufgefunden werden. Die Bestände sind aber durch OAIster suchbar.

## Bibliographische Angaben
Alle Dokumente sind durch bibliographische Angaben beschrieben und können anhand einer digitale ID ARK (Archival Resource Key) langfristig erhalten werden.
- Titel
- Autor
- Verleger
- Erscheinungsdatum
- Themenschwerpunkt
- Dokumenttyp
- Sprache
- Format (des Originaldokuments)
- Format (der digitalisierten Version)
- Beschreibung
- Lizenzen
- Persistente URL
- Signatur
- Gesamte Serie
- Provenienz
- Online-Datum

## Tipps für die Recherche
Gallica bietet eine deutsche Version (Auswahl der Sprache oben rechts auf der Startseite), die bemerkenswerte deutsche Dokumente in den Vordergrund stellt. Wenn die Suchergebnisse angezeigt werden, besteht die Möglichkeit die deutsche Sprache als Sprache der Benutzeroberfläche zu wählen.
Es gibt verschiedene Recherchemöglichkeiten. Einfache und erweiterte Suche mit mehreren Suchkriterien, aufbereitete thematische Dossiers (Auswahl).

## Kritik
Sehr viele fremdsprachige Werke sind nur unzureichend durch Metadaten erschlossen. Nicht selten begegnet man unverständlichen Lücken bei mehrbändigen Werken. Ältere Digitalisate von Mikrofilmen bieten manchmal eine niedrige Qualität.

## Partnerschaft mit Wikimédia
Im Jahre 2010 wurde die Zusammenarbeit von der BnF mit Wikisource bekanntgegeben. Zweck dieser Zusammenarbeit ist die Aufarbeitung von mindestens 1.400 Werken von Gallica, bei denen zum Beispiel ein einzelner Buchstabe von der Software nicht gelesen werden konnte. Diese Tatsache bewirkt, dass Wörter und ganze Sätze nicht gelesen werden, die Darstellung also lückenhaft und fehlerhaft wird. Wikimedia hat sich angeboten, die Texte nochmal zu lesen und die Korrekturen durchzuführen und darf diese im Gegenzug in wikipedia integrieren.
Der ehemalige Leiter der Französischen Nationalbibliothek, Bruno Racine hoffte, dass durch die Beteiligung von Wikisource dem Leser eine Qualität geboten wird, die nur dank der Korrektur durch Menschen unter Berücksichtigung des Originals entstehen kann.